# Chanthaly
Chanthaly (em laociano:  ຈັນທະລີ) é um filme de terror laociano de 2012. Foi dirigido por Mattie Do, escrito por Christopher Larsen e protagonizado por Amphaiphun Phimmapunya, Douangmany Soliphanh, Soukchinda Duangkhamchan e Khouan Souliyabapha. É o primeiro filme do gênero de terror produzido e gravado no país asiático, além de também ser o primeiro dirigido por uma mulher nessa região.
A obra de Mattie Do foi apresentada originalmente no Festival Internacional de Cinema de Luang Prabang de 2012 e no estadunidense Fantastic Fest de 2013. A cantora pop Amphaiphun Phimmapunya estrelou o filme, no papel de Chanthaly, uma jovem que é sequestrada em sua própria casa na capital de Laos, Vientiane.

## Elenco
O filme é composto pelos atores:
- Amphaiphun Phimmapunya - Chanthaly
- Douangmany Soliphanh - Pai de Chanthaly
- Soukchinda Duangkhamchan - Thong
- Khouan Souliyabapha - Bee
- Soulasath Souvanavong - Keo
- Mango - Moo

## Produção
Chanthaly foi ambientado, principalmente, na casa da própria diretora Mattie Do, em Vientiane, capital do Laos. A ideia do roteiro também veio da cineasta laociana: uma jovem superprotegida pelo pai é mantida sequestrada em sua própria casa e suspeita que sua mãe morta está tentando se comunicar espiritualmente, a qual deseja avisá-la que está sujeita à doença terminal que provocou sua morte. A gravação do filme terminou em setembro de 2012, totalizando noventa e quatro minutos de transmissão.

## Lançamento
O filme foi lançado em seu país de origem em 18 de maio de 2013. Anteriormente, havia sido apresentado no Festival Internacional de Cinema, em Luang Prabang, em meados de dezembro de 2012. Durante a campanha de financiamento para o segundo longa-metragem de Do, Dearest Sister, a diretora prometeu que suas obras estariam em domínio público se alcançassem a meta de 30 mil dólares; o valor foi alcançado e, portanto, a exibição e os materiais de Chanthaly estão arquivados no Internet Archive e no EZTV na língua original.
Chanthaly, também repercutido positivamente no Fantastic Fest (2013) de Austin, Texas, é creditado como o primeiro filme de terror de Laos, além de ser o primeiro dirigido por uma mulher na região.